# Soroko
Soroko è un arrondissement del Benin situato nella città di Banikoara con 8 110 abitanti (dato 2006).